# Río Peralonso
Le río Peralonso est un fleuve de Colombie.

## Géographie
Le río Peralonso prend sa source dans la cordillère Orientale, dans la municipalité de Salazar (département du Norte de Santander). Il coule ensuite vers le nord-est avant de rejoindre le río Zulia à proximité de la ville de Cúcuta, chef-lieu du département.